# جون نارفيز
جون نارفيز هو لاعب كرة قدم إكوادوري في مركز الدفاع، ولد في 12 يونيو 1991 في إسمرالداس في الإكوادور. لعب مع ديبورتيس توليما.

## وصلات خارجية
- جون نارفيز على موقع Soccerway.com (الإنجليزية)
- جون نارفيز على موقع عالم كرة القدم.نت (الإنجليزية)
- جون نارفيز على موقع AS.com (الإسبانية)